# Xylochotridens
Xylochotridens is een monotypisch mosdiertjesgeslacht uit de familie van de Calloporidae en de orde Cheilostomatida. De wetenschappelijke naam ervan is in 1917 voor het eerst geldig gepubliceerd door Hayward & Thorpe.

## Soort
- Xylochotridens rangifer Hayward & Thorpe, 1989